# XBL
XBL(XML Binding Language)은 XUL GUI 위젯의 동작을 변경하기 위한 XML 기반 마크업 언어이다. 이는 1990년대 후반 넷스케이프에서 XUL의 확장으로 고안되었다.
XBL의 주요 용도는 모질라 파이어폭스 웹 브라우저였지만 모질라는 2017년에 XBL을 더 이상 사용하지 않고 2019년에 파이어폭스에서 완전히 제거했다. 그러나 파이어폭스의 UXP 포크는 XBL을 무기한으로 계속 지원할 계획이다.
모질라는 2007년 W3C를 통해 XBL 2.0 표준화를 시도했지만 다른 웹 브라우저 공급업체의 관심 부족으로 인해 2012년에 이를 포기했다.
섀도 DOM(Shadow DOM) 사양은 XBL을 강력한 영향력으로 인정한다.